# Васкелово (деревня)
Ва́скелово (фин. Vaskela) — деревня в Куйвозовском сельском поселении Всеволожского района Ленинградской области.

## Название
Финское название фин. Vaskela происходит от слова фин. vaskitsa — веретенница, медянка.

## История
В 1500 году в Писцовой книге Водской пятины в Куйвошском погосте упоминаются населённые пункты Деревня Васково на Лембагале и Деревня Васково, Середней двор.
В начале XVI века деревня Васково в Куйвошском погосте принадлежала князьям Мышецким, а ранее относилась к монастырским оброчным деревням (в перечислении переданных деревень, которые были за Владыкою).
На карте 1705 года упоминается селение Вакала. На карте 1810 года на берегу Лемболовского озера оно обозначено как селение Васильково. Затем на карте Санкт-Петербургской губернии генерал-лейтенанта Ф. Ф. Шуберта 1834 года оно упоминается как Васколова.

ВАСЬКЕЛЕВО —  деревня, принадлежит Марии Бюрберг, коллежской советницы наследникам, жителей по ревизии 33 м. п., 45 ж. п.; (1838 год)

В пояснительном тексте к этнографической карте Санкт-Петербургской губернии П. И. Кёппена 1849 года она записана как деревня Waskela (Васкелово, Васкелево) и указано количество её жителей на 1848 год: ижоры — 20 м. п., 31 ж. п., всего 51 человек.

ВАСКЕЛОВО — деревня действительного статского советника Громова, по просёлочной дороге, 7 дворов, 35 душ м. п. (1856 год)

ВАСКЕЛОВО — деревня владельческая при оз. Лемболовском, по левую сторону Коросарской просёлочной дороги; 8 дворов, жителей 32 м. п., 42 ж. п.; (1862 год)

В 1860—1864 годах по проекту С. Л. Шустова была построена деревянная церковь во имя сошествия Святого Духа.
- План деревни Васкелово. 1885 год

В 1885 году деревня обозначалась Васколова и насчитывала 9 дворов.

ВАСКЕЛОВО — деревня на земле Мяккинского сельского общества при просёлочной дороге, при оз. Лемболовском, 10 дворов, 34 м. п., 24 ж. п., всего 58 чел.; (1896 год)

В конце XIX — начале XX века деревня административно относилась к Коркомякской волости 4-го стана Санкт-Петербургского уезда Санкт-Петербургской губернии. Население деревни было однородным — ижорским.

ВАСКЕЛОВО — селение Коркомякской волости, Мяккинского сельского общества, число домохозяев — 10, наличных душ: 31 м. п., 29 ж. п., обоего пола — 60. Количество надельной земли — 81, размер пахотной земли — 20, размер лесного надела — 29 (в десятинах). (1905 год)

В 1908 году в деревне проживали 43 человека из них 9 детей школьного возраста (от 8 до 11 лет).
Согласно переписи населения СССР 1926 года:

ВАСКЕЛОВО — деревня Троицемякского сельсовета Куйвозовской волости Ленинградского уезда, 20 хозяйств, 94 души.

Из них: русских — 18 хозяйств, 83 души (39 м. п. и 44 ж. п.); ингерманландцев — 1 хозяйство, 7 душ (2 м. п. и 5 ж. п.); суоми — 1 хозяйство, 4 души (2 м. п. и 2 ж. п.) (1926 год)

По административным данным 1933 года деревня Васкелово относилась к Троицемягскому сельсовету Куйвозовского финского национального района. Церковь не действовала с 1933 года и была закрыта в 1936 году. Здание храма было передано под клуб и в дальнейшем не сохранилось.
В течение мая-июля 1936 года финское население деревни было выселено в восточные районы Ленинградской области. Выселение гражданского населения из приграничной местности осуществлялось в Бабаевский, Боровичский, Вытегорский, Кадуйский, Ковжинский, Мошенской, Мяксинский, Пестовский, Петриневский, Пришекснинский, Устюженский, Хвойнинский, Чагодощенский, Череповецкий и Шольский районы. В настоящее время они входят в состав Вологодской и Новгородской областей.
- Земли деревни Васкелово на карте 1940 года

В годы войны в деревне располагались:
- эвакуационный госпиталь № 2081
- полевой подвижный госпиталь № 632[24]

В 1958 году население деревни составляло 1294 человека.
По данным 1966, 1973 и 1990 годов деревня Васкелово входила в состав Куйвозовского сельсовета.
В 1997 году в деревне проживали 2388 человек, в 2002 году — 2190 человек (русских — 84%), в 2007 году — 1935.

## География
Деревня расположена на севере Всеволожского района на автодороге А120 (Санкт-Петербургское северное полукольцо, бывшая 41А-189 «Магистральная» (Р21 — Васкелово — А121 — А181)).
Расстояние до административного центра поселения — 7 км.
Деревню пересекает железнодорожная линия Санкт-Петербург — Кузнечное, здесь же имеется железнодорожная станция Васкелово, расположенная на 51,1 км Приозерского направления, между пл. 54 км, также находящейся на территории Васкелово, и пл. 47 км.
Деревня находится на берегах центральной части Лемболовского озера и правом берегу реки Гру́зинка. Деревня насчитывает 84 улицы. Вокруг деревни располагается большое количество садоводств.

### Климат
Климат Васкелова — умеренно континентальный. Так как в Васкелове не так загрязнён воздух, как в Санкт-Петербурге, солнечные дни летом теплее, чем в городе (температура в тени может достигать 30—35 °C). А ночью и зимой в Васкелове холоднее. Зимней ночью температура может упасть до −30 °C. Среднегодовая температура в Васкелове +1 °C.
| Показатель                    | Янв. | Фев. | Март | Апр. | Май | Июнь | Июль | Авг. | Сен. | Окт. | Нояб. | Дек. | Год |
| ----------------------------- | ---- | ---- | ---- | ---- | --- | ---- | ---- | ---- | ---- | ---- | ----- | ---- | --- |
| Абсолютный максимум, °C       | 1    | 1    | 7    | 17   | 32  | 35   | 35   | 34   | 31   | 16   | 4     | 2    | 35  |
| Средний суточный максимум, °C | −10  | −10  | −4   | 4    | 14  | 20   | 23   | 21   | 13   | 3    | −3    | −10  | 5   |
| Средняя температура, °C       | −14  | −13  | −8   | 0    | 8   | 15   | 17   | 16   | 8    | 0    | −5    | −12  | 1   |
| Средний суточный минимум, °C  | −17  | −16  | −12  | −4   | 2   | 9    | 11   | 10   | 3    | −3   | −8    | −15  | −3  |
| Абсолютный минимум, °C        | −40  | −40  | −34  | −27  | −13 | −4   | 0    | −4   | −9   | −21  | −31   | −39  | −40 |
| Норма осадков, мм             | 29   | 25   | 31   | 37   | 41  | 63   | 80   | 82   | 64   | 53   | 47    | 37   | 589 |
| Источник: Климат в Васкелово  |      |      |      |      |     |      |      |      |      |      |       |      |     |

## Демография
| 2007 | 2010 | 2017 |
| ---- | ---- | ---- |
| 1935 | ↘975 | →975 |

### Национальный состав
Согласно данным Всероссийской переписи населения 2021 года в деревне проживали 2673 человека, из них:
 русские — 1751, украинцы — 34, молдаване — 10, казахи — 6, азербайджанцы — 4, армяне — 4, таджики — 4, финны — 4, карелы — 3, башкиры — 2, белорусы — 2, абхазы — 1, грузины — 1, киргизы — 1, латыши — 1, литовцы — 1, татары — 1, другие национальности — 16 человек, остальные национальность не указали.

## Достопримечательности
В районе Васкелово можно увидеть железобетонные сооружения Карельского укреплённого района — однотипные бункеры, размещённые в 400—500 метрах друг от друга.
Памятная табличка о Ларин Параске, ижорской сказительнице.

## Культура
Постановлением Совета министров РСФСР № 624 от 4 декабря 1974 года расположенный в 6 км юго-западнее станции Васкелово мемориал в память обороны Ленинграда в 1941—1944 гг. «Зелёный пояс Славы» — «Лемболовская твердыня» признан памятником истории.
Решением облисполкома № 189 от 16 мая 1988 года находящаяся в 4 км западнее станции Васкелово братская могила партийных и советских работников, погибших от рук белогвардейцев, и находящееся в 7 км юго-западнее станции Васкелово братское кладбище, где похоронены воины пограничники, партийные и советские работники, погибшие от рук белогвардейцев, и советские воины, погибшие в советско-финляндскую и Великую Отечественную войны, признаны памятниками истории.
В Васкелове находится детский сад, а также Дом культуры, в помещении которого проходят кинопоказы и вечерние дискотеки.
С марта 1997 года в помещении васкеловского ДК проводит собрания евангельская церковь «Воскресения Иисуса Христа».

## Жилищное строительство
В деревне 18 многоквартирных жилых домов.
Из них: 1 дом 1945 года постройки,  6 домов 1950—1955 годов постройки, 6 домов 1960—1965 годов постройки, 2 дома 1966—1970 годов постройки, 1 дом 1973 года постройки, 2 дома 1980—1983 годов постройки.
Этажность: 10 домов одноэтажных, 6 домов двухэтажных, 2 дома трёхэтажных.
В 2001 году к деревне Васкелово был присоединён микрорайон «Зеркальный».
Согласно областному закону № 105-ОЗ в микрорайоне «Зеркальный» деревни Васкелово, выделяются земельные участки под индивидуальное жилищное строительство.

## Транспорт
Деревня является начальным пунктом муниципальных автобусных маршрутов:
- № 611 до посёлка Лесное, протяжённость 10,4 км
- № 611а до садоводства «Альбатрос», протяжённость 15,4 км
- № 615 до садоводства «Троицкое урочище», протяжённость 7,2 км[45].

- Въезд в деревню Васкелово

## Улицы
1-я линия, 10-я линия, 11-я линия, 12-я линия, 2-я линия, 3-я линия, 4-я линия, 5-я линия, 6-я линия, 7-я линия, 8-я линия, 9-я линия, А. Коробицына, Автоколонная, Андреевская, Аринина, Безымянная, Береговая, Бобровая, Болотный переулок, Боровая, Бугровая, Вокзальная, Вокзальный переулок, Высотная, Гидростроителей, Детсадовский проезд, Детсадовский переулок, Динамовская, Динамовский переулок, Еловая, Железнодорожная, Западная, Западная набережная, Западный переулок, Заречная, Захаркина, Карассаровский переулок, Карассаровское шоссе, Карьерная, Карьерный переулок, Косой переулок, Лемболовская, Лемболовская набережная, Ленинградское шоссе, Лесная, Луговая, Магазинная, Магистральная, Молодёжная, Морская, Набережная, Николаевская, Новопроложенная, Озёрная, Песочная, Пляжная, Полевая, Полуостровная, Поперечная, Привокзальная, Приозёрная, Приозёрская, Приозёрское шоссе, Приречная, Родниковая, Садовая, Северная, Семафорная, Силандэ, Советская, Сосновая, Степная, Стрелочный переулок, Тенистая, Хвойная аллея, ЦНИИ Лесосплава, Цветочный переулок, Широкая, Школьная, Южная, Южная Набережная.
В микрорайоне Зеркальный:
Берёзовая, Зеркальная, Луговая, М. Е. Тайманова, Норильская, Норильский 1-й переулок, Норильский 2-й переулок, Норильский 3-й переулок, Норильский 4-й переулок, Норильский 5-й переулок, Окопная, Приозёрская, Шулемская, Шулемский переулок.